# Ferruccio Ranza
 Ferruccio Ranza (ur. 9 września 1892 w Fiorenzuola d’Arda, zm. 25 kwietnia 1973 w Bolonii) – as lotnictwa włoskiego Regia Aeronautica z 17 potwierdzonymi oraz 8 niepotwierdzonymi zwycięstwami w I wojnie światowej.

## Życiorys
W momencie wybuchu I wojny światowej studiował rachunkowość. W 1914 roku uczęszczał na pierwszy kurs pilotażu dla oficerów. Po jego ukończeniu krótko służył w 4a Squadriglia. Od października 1915 roku służył w 3a Squadriglia. Obie jednostki były jednostkami pomocniczymi artylerii. W połowie 1916 roku na własną prośbę Ranza został przeniesiony do jednostki bojowej 77a Squadriglia. W jednostce odniósł swoje pierwsze potwierdzone zwycięstwo powietrzne. 27 lipca 1916 roku w okolicach Martel zestrzelił samolot Hansa-Brandenburg C.I. Drugie potwierdzone zwycięstwo odniósł 14 września w okolicach Miramar. 25 listopada 1916 roku odniósł podwójne zwycięstwo powietrzne. W styczniu 1917 roku został mianowany oficerem dowodzącym jednostki. 1 maja 1917 roku został przeniesiony do nowo utworzonej jednostki myśliwskiej 91a Squadriglia dowodzonej przez Francesco Baracca. Po ustąpieniu z powodu załamania nerwowego Fulco Ruffo di Calabria ze stanowiska dowódcy 91 Eskadry. Ranza został mianowany jej dowódcą i stanowisko to pełnił do końca wojny. W tym czasie odniósł kolejne zwycięstwa. Z zakończeniem wojny Ranza miał na koncie 17b potwierdzonych oraz 8 prawdopodobnych zwycięstw. Plasowało go to na 4. miejscu wśród asów z 91 Eskadry oraz na 7. miejscu wśród wszystkich włoskich pilotów w czasie I wojny światowej.
Po zakończeniu wojny Ranza pozostał w Regia Aeronautica. W lutym 1924 roku został mianowany dowódcą 13 grupy Lotniczej, następnie dowódcą 2 Skrzydła lotniczego. Kolejne lata przyniosły kolejne awanse. W 1939 roku Ranza został mianowany głównodowodzącym siłami lotniczymi w Albanii, w 1940 dowódcą lotnictwa w Południowych Włoszech. Po zawieszeniu broni 8 września 1943 roku przeszedł na stronę aliantów. Służbę pełnił do 1945 roku.